# George White (producteur)
Pour les articles homonymes, voir George White et White.
George White, né le 12 mars 1892 à New York et mort le 11 novembre 1968 à Hollywood, est un producteur, réalisateur, scénariste, acteur, compositeur et chorégraphe, qui a été également propriétaire d'un théâtre à Broadway.

## Biographie
Il est né sous le nom Eassy White à New York (d'autres sources indiquent George Weitz et comme lieu de naissance Toronto, confusion venant du fait que sa famille est venue de Toronto alors qu'il avait 7 ans), il s'est produit sous ces trois noms. Il commence sa carrière dans une troupe de danseurs et se produit dans des spectacles burlesques avec son partenaire Benny Ryan. Il apparaît dans de nombreux rôles secondaires dans des spectacles à Broadway, et son rôle dans les Ziegfeld Follies le lance dans sa carrière. Il se fait renvoyer par Ziegfeld quand il lui dit que ses chorégraphies pourraient être améliorées, et lance alors sa propre revue concurrente : il se fait connaitre par les revues George White's Scandals à partir de 1919 et annuellement jusqu'en 1926. Celles de 1934 et de 1935 font l'objet de deux films. Les musiques des revues de 1920 à 1924 ont été composées par George Gershwin.
Son personnage de producteur est interprété par Glenn Tryon dans le film Ah, quel scandale ! (George White's Scandals) de Felix E. Feist, sorti en 1945.
Il meurt à Hollywood en 1968 d'une leucémie, et est enterré au Valhalla Memorial Park.

## Théâtre à Broadway
- 1910 : The Echo
- The Whirl of Society
- The Pleasure Seekers
- The Midnight Girl
- Miss 1917
- 1919 - 1926 : 'George White's Scandals
- 1931 : George White's Scandals of 1931

## Producteur à Broadway
- 1923 : Runnin' Wild[9]
- 1927 : Manhattan Mary
- 1930 : Flying High
- 1933 : Melody

## Filmographie

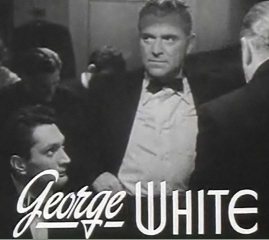
George White au générique de Rhapsody in Blue en 1945.

- 1930 : Follow the Leader de Norman Taurog (scénariste)
- 1931 : Flying High réalisé par Charles Reisner (producteur)
- 1934 : George White's Scandals de Thornton Freeland, Harry Lachman et George White (producteur)
- 1935 : George White's 1935 Scandals de  George White,  Harry Lachman et James Tinling, (producteur et co-réalisateur)
- 1945 : Duffy's Tavern (scénariste d'un sketch)
- 1945 : Rhapsodie en bleu d'Irving Rapper (acteur dans son propre rôle)